# Jogos Pan-Americanos Júnior de 2025

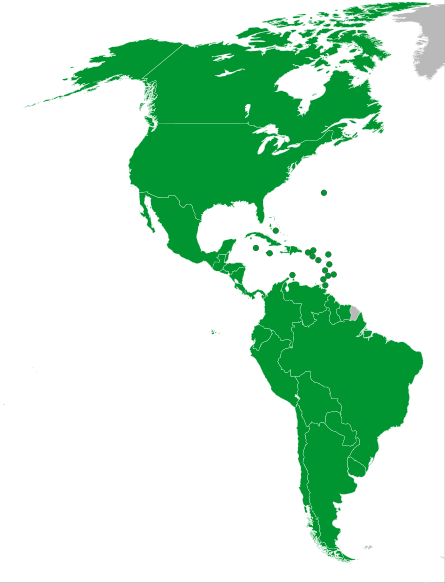
Um mapa de todas as 41 nações participantes

Os Jogos Pan-Americanos Júnior de 2025, Jogos Pan-Americanos Juniores de 2025 ou Jogos Pan-Americanos Juvenis de 2025, é um evento multi-esportivo internacional para atletas entre 12 e 23 anos dos 41 Comitês Olímpicos Nacionais membros da Organização Desportiva Pan-Americana (ODEPA). Tem como sede principal a cidade de Assunção, no Paraguai, além de outros eventos ocorrendo em Luque, Ypacaraí, San Juan del Paraná e Encarnación, sendo a primeira vez que uma edição dos Jogos Pan-Americanos acontece no país. As datas anunciadas inicialmente foram o período de 11 a 20 de julho de 2025. Posteriormente, o período foi alterado para os dias 5 a 19 de julho e mais tarde para 9 a 23 de agosto.
Assim como na edição anterior, alguns eventos serão qualificativos para os Jogos Pan-Americanos de 2027. A edição também marca a preparação de jovens atletas para os Jogos Olímpicos de Verão de 2028. A novidade nessa edição é que o limite de idade passa a ser de 23 anos, enquanto que na anterior era de 21 anos.

## Escolha das candidaturas
Três cidades demonstraram interesse em sediar a segunda edição do Jogos Pan-Americanos Júnior:
- Assunção: Faltando menos de três dias para o início dos Jogos Sul-Americanos de 2022, a capital paraguaia manifestou interesse em sediar esta versão do Pan, visando reaproveitar parte da estrutura que seria usada nos Jogos Sul-Americanos. O Paraguai nunca recebeu uma edição dos Jogos Pan-Americanos antes, assim como também sediaria pela primeira vez os Jogos Sul-Americanos.[5]

- Lima: A capital peruana visava uma candidatura para o pleito objetivando impulsionar o esporte no país. Pelo projeto, a cidade utilizaria boa parte das estruturas que foram montadas para os Jogos Pan-Americanos e Parapan-Americanos de 2019, tal qual sofreriam algum tipo de modificação para se adequar aos modelos atuais.[6]

- Santa Marta: A cidade litorânea da Colômbia oficializou a sua candidatura no dia 22 de julho de 2022 e teria como objetivo comemorar o aniversário da região, que completaria 500 anos em 2025. Além disso, a escolha também serviria como um teste para os Jogos Pan-Americanos e Parapan-Americanos de 2027, que aconteceriam em Barranquilla. O país também foi sede da primeira edição dos Jogos Pan-Americanos Júnior em 2021, através da cidade de Cáli e da região do Valle del Cauca, que também comemorou os 50 anos dos Jogos Pan-Americanos de 1971, também em Cáli.[7]

O processo de eleição da segunda edição dos Jogos Pan-Americanos Júnior ocorreu no dia 28 de novembro de 2022, durante uma assembleia geral da PanAm Sports em Miami, nos Estados Unidos. Apenas as cidades de Assunção e Santa Marta seguiram na disputa final para a definição da sede, uma vez que Lima havia desistido dias antes.
A capital paraguaia recebeu 32 votos contra 16 da cidade colombiana em rodada única, sendo aclamada vencedora do pleito.
| Assunção    | Paraguai | 32 |
| Santa Marta | Colômbia | 16 |

Quatro meses após a votação, Assunção foi oficializada sede da segunda edição Jogos Pan-Americanos Júnior no dia 15 de março de 2023, em uma cerimônia formal de assinatura do contrato no Palácio do Governo, contando com a presença de autoridades locais e membros da PanAm Sports.

## Organização

#### Locais de competição

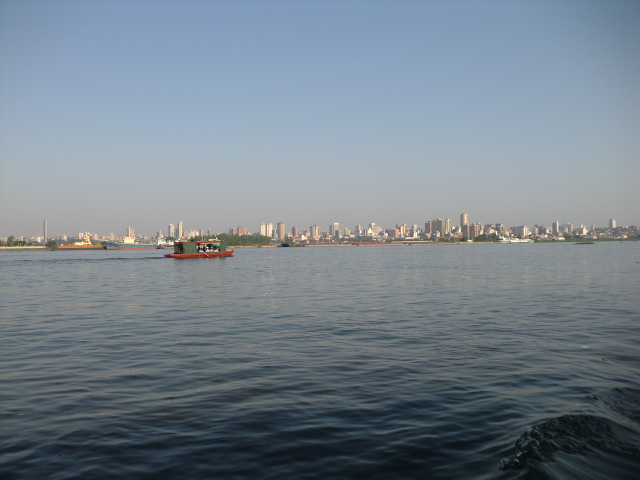
Baía de Assunção

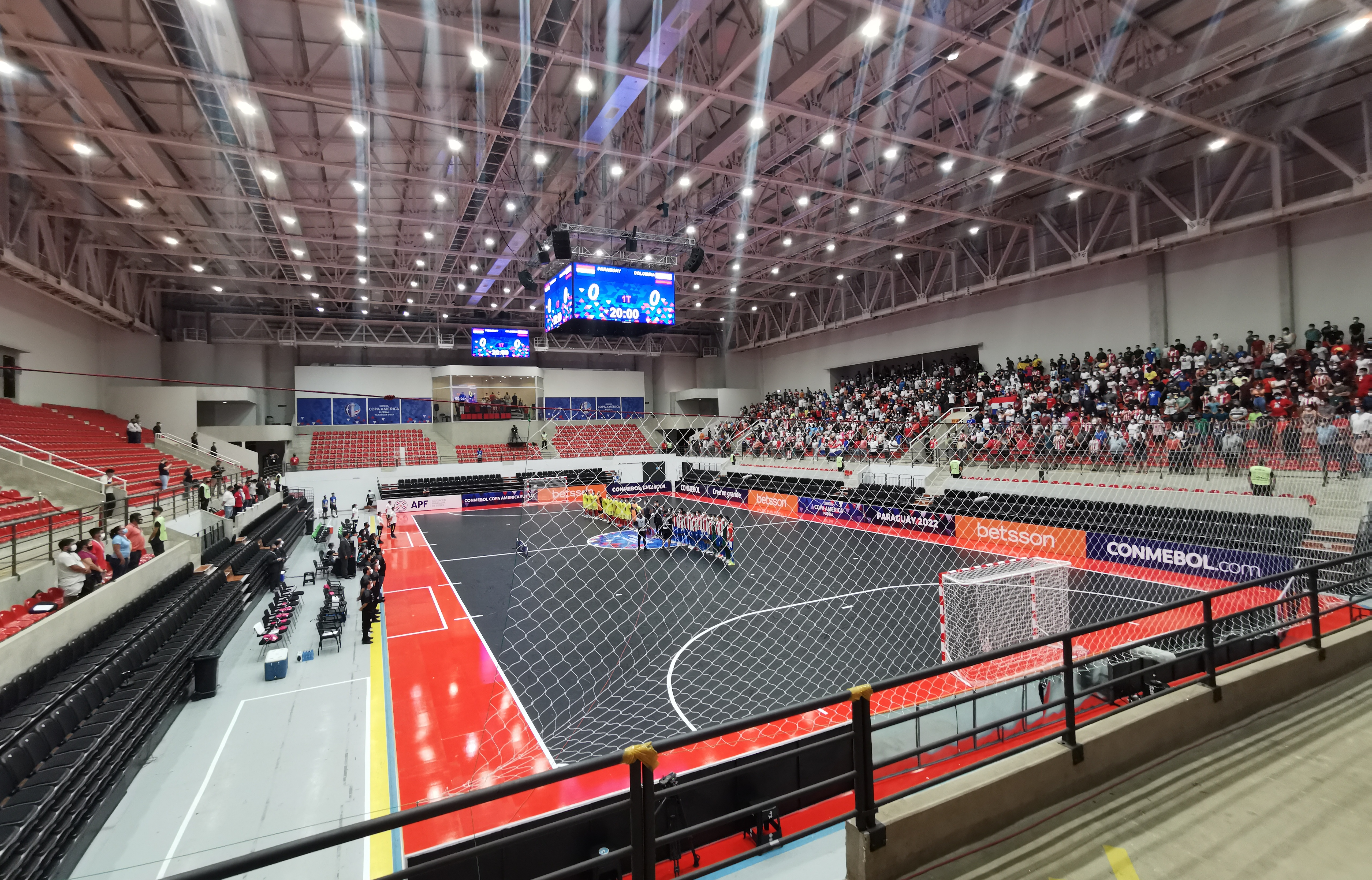
SND Arena

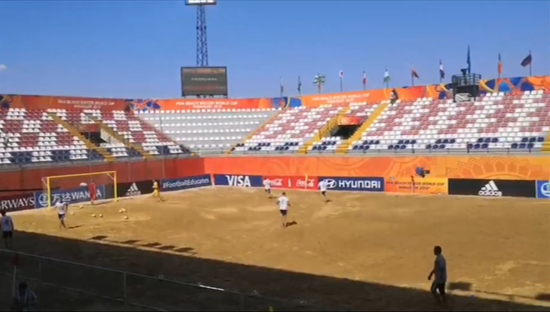
Estádio Mundialista Los Pynandi

Foram anunciados inicialmente três parques desportivos para receber as competições. Logo depois, foi confirmado que as competições devam acontecer nas áreas do Parque Olímpico e na Secretaria Nacional de Esportes.
| Instalações esportivas               | Instalações esportivas                                                                  |
| Local                                | Modalidades                                                                             |
| ------------------------------------ | --------------------------------------------------------------------------------------- |
| Comitê Olímpico Paraguaio (COP)      |                                                                                         |
| Estadio Mundialista Los Pynandi      | Voleibol de praia                                                                       |
| Centro Nacional de Hockey            | Hóquei sobre a grama                                                                    |
| Centro Nacional de Patinação         | Patinação artística no gelo Patinação de velocidade em pista curta                      |
| Centro Nacional de Tiro com Arco     | Tiro com arco                                                                           |
| Centro de Treinamento Olímpico       | Basquetebol 3x3 Judo Caratê Luta Natação Saltos ornamentais Natação artística Taekwondo |
| Estadio Héroes de Curupayty          | Rugby sevens                                                                            |
| Pista BMX                            | Ciclismo BMX                                                                            |
| Pista de Atletismo                   | Atletismo                                                                               |
| Skatecenter                          | Skate                                                                                   |
| Stand de Tiro                        | Tiro Desportivo                                                                         |
| Velodromo                            | Ciclismo de pista                                                                       |
| Secretaria Nacional de Deportes      |                                                                                         |
| Bloco 1                              | Badminton Halterofilismo                                                                |
| Bloco 2                              | Esgrima                                                                                 |
| Centro Nacional de Squash            | Squash                                                                                  |
| Federação Paraguaia de Vôlei         | Voleibol                                                                                |
| Pavilhão de Ginástica                | Ginástica artística Ginástica rítmica Ginástica de trampolim                            |
| Federação Paraguaia de Tênis de Mesa | Tênis de mesa                                                                           |
| SND Arena                            | Handebol                                                                                |
| Independentes                        |                                                                                         |
| Costanera Sur                        | Ciclismo de estrada                                                                     |
| Baía de Assunção                     | Canoagem de velocidade Remo                                                             |
| Rakiura Resort                       | Tênis                                                                                   |
| Asunción Golf Club                   | Golfe                                                                                   |
| Subsedes                             |                                                                                         |
| Lago Manene (Ypacaraí)               | Esqui aquático                                                                          |
| Playa San José (San Juan del Paraná) | Natação de águas abertas Triatlo Vela                                                   |
| Club Agua Vista (Encarnación)        | Ciclismo de Montanha                                                                    |

## Participantes
Todas as 41 nações que são membros da Organização Desportiva Pan-Americana devem competir.
| \| - ANT Antígua e Barbuda (11) - ARG Argentina (339) - ARU Aruba (13) - BAH Bahamas (15) - BAR Barbados (29) - BIZ Belize (5) - BER Bermudas (24) - BOL Bolívia (55) - BRA Brasil (363) - CAN Canadá (157) - CHI Chile (281) - COL Colômbia (213) - CRC Costa Rica (75) - CUB Cuba (231) \| - DMA Dominica (3) - ESA El Salvador (63) - ECU Equador (113) - USA Estados Unidos (424) - GRN Granada (10) - GUA Guatemala (122) - GUY Guiana (11) - HAI Haiti (7) - HON Honduras (14) - CAY Ilhas Cayman (15) - ISV Ilhas Virgens Americanas (9) - IVB Ilhas Virgens Britânicas (3) - JAM Jamaica (120) - MEX México (377) \| - NCA Nicarágua (17) - PAN Panamá (34) - PAR Paraguai (320) (sede) - PER Peru (115) - PUR Porto Rico (110) - DOM República Dominicana (96) - LCA Santa Lúcia (4) - SKN São Cristóvão e Neves (6) - VIN São Vicente e Granadinas (5) - SUR Suriname (7) - TTO Trinidad e Tobago (73) - URU Uruguai (121) - VEN Venezuela (167) \| | | |
| - ANT Antígua e Barbuda (11) - ARG Argentina (339) - ARU Aruba (13) - BAH Bahamas (15) - BAR Barbados (29) - BIZ Belize (5) - BER Bermudas (24) - BOL Bolívia (55) - BRA Brasil (363) - CAN Canadá (157) - CHI Chile (281) - COL Colômbia (213) - CRC Costa Rica (75) - CUB Cuba (231) | - DMA Dominica (3) - ESA El Salvador (63) - ECU Equador (113) - USA Estados Unidos (424) - GRN Granada (10) - GUA Guatemala (122) - GUY Guiana (11) - HAI Haiti (7) - HON Honduras (14) - CAY Ilhas Cayman (15) - ISV Ilhas Virgens Americanas (9) - IVB Ilhas Virgens Britânicas (3) - JAM Jamaica (120) - MEX México (377) | - NCA Nicarágua (17) - PAN Panamá (34) - PAR Paraguai (320) (sede) - PER Peru (115) - PUR Porto Rico (110) - DOM República Dominicana (96) - LCA Santa Lúcia (4) - SKN São Cristóvão e Neves (6) - VIN São Vicente e Granadinas (5) - SUR Suriname (7) - TTO Trinidad e Tobago (73) - URU Uruguai (121) - VEN Venezuela (167) |

## Esportes
Os números entre parênteses indicam o número de eventos de medalha a serem disputados em cada esporte / disciplina.
Para esta edição foram inclusas a natação em águas abertas, o BMX freestyle, esqui aquático, golfe, hóquei sobre a grama e o rugby sevens. Das competições realizadas, haverá 218 eventos classificatórios para os Jogos Pan-Americanos de 2027, sendo 200 vagas individuais e 18 em equipe, estando nelas no basquetebol (3x3), handebol, hóquei sobre a grama, rugby sevens e o voleibol de quadra e praia. Realizados na edição anterior, o beisebol, boliche, boxe, pentatlo moderno e o softbol foram retirados do programa juvenil do pan.
- Aquáticos
  -  Natação (38) (detalhes)
  -  Natação artística (4) (detalhes)
  -  Saltos ornamentais (7) (detalhes)
- Atletismo (45) (detalhes)
- Badminton (3) (detalhes)
- Basquetebol
  -  Basquetebol 3x3 (2) (detalhes)
- Canoagem  (detalhes) 
  - Canoagem velocidade (12)
- Caratê (10) (detalhes)
- Ciclismo  (detalhes) 
  -  BMX (4)
  -  Mountain bike (2)
  -  Estrada (2)
  -  Pista (12)
- Esgrima (6) (detalhes)
- Esqui aquático (10) (detalhes)
- Ginástica  (detalhes) 
  -  Ginástica artística (14)
  -  Ginástica de trampolim (4)
  -  Ginástica rítmica (8)
- Golfe (2) (detalhes)
- Handebol (2) (detalhes)
- Hóquei sobre a grama (2) (detalhes)
- Judô (15) (detalhes)
- Levantamento de peso (14) (detalhes)
- Lutas  (detalhes) 
  - Luta greco-romana (7)
  - Luta livre (7)
- Patinação sobre rodas[a]
  -  Patinação artística sobre rodas (4) (detalhes)
  -  Patinação sobre rodas (12) (detalhes)
- Remo (10) (detalhes)
- Rugby sevens (2) (detalhes)
- Squash (7) (detalhes) [a]
- Skate (2) (detalhes) [b]
- Taekwondo (8) (detalhes)
- Tênis (5) (detalhes)
- Tênis de mesa (7) (detalhes)
- Tiro (6) (detalhes)
- Tiro com arco (8) (detalhes)
- Triatlo (3) (detalhes)
- Vela (4) (detalhes)
- Voleibol
  -  Voleibol (2) (detalhes)
  -  Voleibol de praia (2) (detalhes)

a  Modalidades Pan-Americanas.
b  Modalidades olímpicas opcionais que farão parte do programa dos Jogos Olímpicos de Verão de 2028.

### Calendário
No calendário de eventos a seguir, cada caixa azul representa uma competição, como uma rodada de qualificação, naquele dia. As caixas amarelas representam os dias durante os quais os eventos finais de um esporte serão realizados. O número em cada caixa representa o número de finais a serem jogados naquele dia. Os eventos começarão em 9 de agosto, e culminará no dia 23 de agosto com a cerimônia de encerramento. A divulgação da programação ocorreu em 17 de dezembro de 2024.
| CA | Cerimônia de Abertura | ● | Competições | 1 | Eventos finais | CE | Cerimônia de Encerramento |

| Agosto                             | Agosto                             | 9 Sáb | 10 Dom | 11 Seg | 12 Ter | 13 Qua | 14 Qui | 15 Sex | 16 Sáb | 17 Dom | 18 Seg | 19 Ter | 20 Qua | 21 Qui | 22 Sex | 23 Sáb | Eventos |
| ---------------------------------- | ---------------------------------- | ----- | ------ | ------ | ------ | ------ | ------ | ------ | ------ | ------ | ------ | ------ | ------ | ------ | ------ | ------ | ------- |
| Cerimônias (abertura/encerramento) | Cerimônias (abertura/encerramento) | CA    |        |        |        |        |        |        |        |        |        |        |        |        |        | CE     | —       |
| Atletismo                          | Atletismo                          |       |        |        |        |        |        |        |        |        | 5      | 7      | 12     | 12     | 9      |        | 45      |
| Badminton                          | Badminton                          |       | ●      | ●      | ●      | 3      |        |        |        |        |        |        |        |        |        |        | 3       |
| Basquetebol 3x3                    | Basquetebol 3x3                    |       |        |        |        |        |        | ●      | ●      | 2      |        |        |        |        |        |        | 2       |
| Canoagem de velocidade             | Canoagem de velocidade             |       |        |        |        |        |        |        |        |        |        |        | ●      | 6      | 6      |        | 12      |
| Caratê                             | Caratê                             |       |        |        |        |        |        |        |        |        |        |        |        | ●      | 4      | 6      | 10      |
| Ciclismo                           | BMX                                |       | ●      | 2      |        |        |        |        |        |        |        |        |        | ●      | 2      |        | 4       |
| Ciclismo                           | Montanha                           |       | 2      |        |        |        |        |        |        |        |        |        |        |        |        |        | 2       |
| Ciclismo                           | Pista                              |       |        |        | 3      | 2      | 2      | 5      |        |        |        |        |        |        |        |        | 12      |
| Ciclismo                           | Estrada                            |       | 2      |        |        |        |        |        |        | 2      |        |        |        |        |        |        | 4       |
| Esportes Aquáticos                 |                                    |       |        |        |        |        |        |        |        |        |        |        |        |        |        |        |         |
| Saltos ornamentais                 |                                    |       |        |        |        |        |        | ●      | 3      | 2      | 2      |        |        |        |        | 7      |         |
| Natação artística                  |                                    |       |        |        |        |        |        |        |        |        |        | ●      |        | 2      | 2      | 4      |         |
| Natação                            |                                    | 8     | 7      | 9      | 6      | 6      |        |        | 2      |        |        |        |        |        |        | 38     |         |
| Esgrima                            | Esgrima                            |       | 2      | 2      | 2      |        |        |        |        |        |        |        |        |        |        |        | 6       |
| Esqui aquático                     | Esqui aquático                     |       |        |        |        |        |        |        |        |        | ●      | ●      | 5      | 5      |        |        | 10      |
| Ginástica                          |                                    |       |        |        |        |        |        |        |        |        |        |        |        |        |        |        |         |
| Artística                          |                                    |       |        |        |        |        |        |        |        |        | 2      | 2      | 5      | 5      |        | 14     |         |
| Rítmica                            |                                    |       | ●      | 2      | 6      |        |        |        |        |        |        |        |        |        |        | 8      |         |
| Trampolim                          |                                    |       | ●      | 4      |        |        |        |        |        |        |        |        |        |        |        | 4      |         |
| Golfe                              | Golfe                              |       |        |        |        |        |        |        |        |        | ●      | ●      | ●      | ●      | ●      | 2      | 2       |
| Handebol                           | Handebol                           |       | ●      | ●      | ●      |        | ●      | 1      | ●      | ●      | ●      |        | ●      | 1      |        |        | 2       |
| Hóquei sobre a grama               | Hóquei sobre a grama               |       | ●      | ●      | ●      | ●      | ●      | ●      | ●      | ●      | 1      | 1      |        |        |        |        | 2       |
| Judô                               | Judô                               |       | ●      | 7      | 7      | 1      |        |        |        |        |        |        |        |        |        |        | 15      |
| Levantamento de peso               | Levantamento de peso               |       |        |        |        |        |        |        |        |        |        |        | 4      | 4      | 4      | 2      | 14      |
| Lutas                              | Lutas                              |       |        |        |        |        |        |        |        |        |        |        | 6      | 3      | 5      | 4      | 18      |
| Patinação sobre rodas              | Artística                          |       |        |        |        |        |        |        |        |        |        |        |        | 2      | 2      |        | 4       |
| Patinação sobre rodas              | Velocidade                         |       |        |        |        |        |        |        |        |        | 4      | 4      | 4      |        |        |        | 12      |
| Patinação sobre rodas              | Skate                              |       | ●      | 2      |        |        |        |        |        |        |        |        |        |        |        |        | 2       |
| Remo                               | Remo                               | ●     | ●      | 2      | 4      | 4      |        |        |        |        |        |        |        |        |        |        | 10      |
| Rugby sevens                       | Rugby sevens                       |       |        |        |        |        |        |        | 1      | 1      |        |        |        |        |        |        | 2       |
| Squash                             | Squash                             |       |        | ●      | 2      | ●      | 3      | ●      | 2      |        |        |        |        |        |        |        | 7       |
| Taekwondo                          | Taekwondo                          |       |        |        |        |        |        | 2      | 2      | 4      |        |        |        |        |        |        | 8       |
| Tênis                              | Tênis                              |       |        | ●      | ●      | ●      | ●      | 3      | 2      |        |        |        |        |        |        |        | 5       |
| Tênis de mesa                      | Tênis de mesa                      |       |        |        |        |        |        |        | ●      | 1      | 4      | ●      | ●      | 2      |        |        | 7       |
| Tiro com arco                      | Tiro com arco                      |       | ●      | ●      | 8      |        |        |        |        |        |        |        |        |        |        |        | 8       |
| Tiro esportivo                     | Tiro esportivo                     | ●     | 2      | 2      | 2      |        |        |        |        |        |        |        |        |        |        |        | 6       |
| Triatlo                            | Triatlo                            |       |        |        |        |        |        |        |        |        |        |        | 2      |        | 1      |        | 3       |
| Vela                               | Vela                               |       |        |        |        |        |        | ●      | ●      | 4      |        |        |        |        |        |        | 4       |
| Voleibol                           | Voleibol                           |       | ●      | ●      | ●      | ●      | ●      | 1      |        | ●      | ●      | ●      | ●      | ●      | 1      |        | 2       |
| Voleibol                           | Voleibol de praia                  |       |        |        |        |        |        |        |        |        | ●      | ●      | ●      | ●      | 2      |        | 2       |
| Total de eventos                   | Total de eventos                   | -     | 16     | 24     | 22     | 43     | 11     | 12     | 7      | 20     | 20     | 16     | 35     | 42     | 43     | 16     | 327     |
| Agosto                             | Agosto                             | 9 Sáb | 10 Dom | 11 Seg | 12 Ter | 13 Qua | 14 Qui | 15 Sex | 16 Sáb | 17 Dom | 18 Seg | 19 Ter | 20 Qua | 21 Qui | 22 Sex | 23 Sáb | Eventos |

### Quadro de medalhas
Atualizado em 19h 19min de 17 de agosto de 2025 (UTC)
     País sede destacado.
| Quadro de medalhas / Assunção 2025 |                              |                 |                  |                   |       |
| Pos                                | País                         | Medalha de ouro | Medalha de prata | Medalha de bronze | Total |
| 1                                  | BRA Brasil                   | 52              | 27               | 35                | 114   |
| 2                                  | COL Colômbia                 | 21              | 14               | 22                | 57    |
| 3                                  | USA Estados Unidos           | 17              | 24               | 22                | 63    |
| 4                                  | MEX México                   | 14              | 23               | 25                | 62    |
| 5                                  | CHI Chile                    | 14              | 8                | 10                | 32    |
| 6                                  | ARG Argentina                | 11              | 25               | 16                | 52    |
| 7                                  | GUA Guatemala                | 5               | 2                | 1                 | 8     |
| 8                                  | CAN Canadá                   | 4               | 5                | 9                 | 18    |
| 9                                  | CUB Cuba                     | 4               | 2                | 4                 | 10    |
| 10                                 | ECU Equador                  | 2               | 6                | 8                 | 16    |
| 11                                 | PAR Paraguai                 | 2               | 3                | 8                 | 13    |
| 12                                 | PUR Porto Rico               | 2               | 1                | 4                 | 7     |
| 13                                 | VEN Venezuela                | 1               | 4                | 8                 | 13    |
| 14                                 | PER Peru                     | 1               | 3                | 10                | 14    |
| 15                                 | URU Uruguai                  | 1               | 1                | 3                 | 6     |
| 16                                 | PAN Panamá                   | 1               | 1                | 1                 | 3     |
| 17                                 | ISV Ilhas Virgens Americanas | 1               | 1                | 0                 | 2     |
| 18                                 | BOL Bolívia                  | 1               | 0                | 1                 | 2     |
| 19                                 | HAI Haiti                    | 1               | 0                | 0                 | 1     |
| 20                                 | BAH Bahamas                  | 0               | 1                | 2                 | 3     |
| 21                                 | JAM Jamaica                  | 0               | 1                | 1                 | 2     |
| 21                                 | DOM República Dominicana     | 0               | 1                | 1                 | 2     |
| 23                                 | TTO Trinidad e Tobago        | 0               | 0                | 7                 | 7     |
| 24                                 | NCA Nicarágua                | 0               | 0                | 2                 | 2     |
| 25                                 | BER Bermudas                 | 0               | 0                | 1                 | 1     |
| 25                                 | CRC Costa Rica               | 0               | 0                | 1                 | 1     |
| 25                                 | ESA El Salvador              | 0               | 0                | 1                 | 1     |
| 25                                 | GUY Guiana                   | 0               | 0                | 1                 | 1     |
| Total                              | Total                        | 155             | 153              | 204               | 512   |

Fonte: Site oficial

## Marketing

### Logotipo
O logotipo oficial dos Jogos Pan-Americanos Júnior 2025 foi divulgado em 25 de outubro de 2023, durante a realização dos Jogos Pan-Americanos de 2023 em Santiago, capital do Chile. Através de um vídeo postado pelas redes sociais da PanAm Sports, a marca é formada por traços oriundos de cartões postais da capital paraguaia, que unidas formam a palavra Asu, que é o apelido dado à Assunção pela população local. O S também assume a função de ser o número 5 (cinco), enquanto que embaixo da letra A é inserido o número 2 (dois) em uma linha horizontal.

### Mascotes
Foram oficialmente apresentados no dia 10 de fevereiro de 2025. Se trata do casal de gato-do-mato-grande Tito e Tika. Eles simbolizam a energia, paixão e o espírito de superação dos atletas.

### Direitos de transmissão
Pelo mundo todo, a cobertura fica a cargo da PanAm Channel em nove links gratuitos em inglês, espanhol e português. No Brasil, pela primeira vez, o evento passa a ter a transmissão ao vivo pela televisão, cabendo ao BandSports realizar as coberturas pela TV paga, enquanto que pela internet o Comitê Olímpico do Brasil (COB) fica responsável pela segunda vez para fazer a transmissão através do canal Time Brasil, além da CazéTV.